# Prostitution au Népal
 (avril 2021).
Le Népal est l'origine principale des prostituées en Inde[réf. nécessaire]. Il est estimé que près de la moitié des prostituées travaillant dans des maisons closes de Bombay viennent de ce pays[réf. nécessaire].